# Battaglia di Ernée
La battaglia di Ernée è stata una battaglia della prima guerra di Vandea combattuta il 2 novembre 1793 a Ernée.

## La battaglia
All'inizio del mese di novembre, i vandeani, che avevano preso Laval, si misero in marcia in direzione di Fougères. Tra le due città, 1 400 soldati repubblicani erano stanziati a Ernée, ma di fronte all'avanzata vandeana decisero di ripiegare su Fougères abbandonando la piccola città. A questa ritirata è contrario il generale aiutante Brière, che è al comando di Fougères, così diede l'ordine di rioccupare Ernée prima dell'arrivo dei vandeani.
Il 2 novembre, il 19º reggimento di fanteria leggera ed il 6º battaglione della Côte-d'Or, con 4 cannoni da campagna partono verso Ernée, secondo il rapporto di un soldato repubblicano, forte in totale di 3 000 uomini. Alcune ore dopo la loro partenza, i repubblicani arrivarono in vista di Ernée ma si accorsero che l'avanguardia vandeana aveva già investito la città e quindi si lanciarono all'attacco. I vandeani abbandonarono subito la posizione ripiegando nella zona della cappella di Charné (che poi diventerà la parrocchia di Ernée). I repubblicani continuarono ad inseguirli Ma caddero in una trappola; infatti a Chaffaux, a est di Ernée, furono circondati e attaccati sui lati. I repubblicani provarono a resistere per alcune ore ma in netta inferiorità numerica cedettero al panico e si diedero alla fuga.
Il generale Brière informato di come si stava svolgendo la battaglia a Ernée, provò ad andare in rinforzo ma arrivò troppo tardi e poté soltanto proteggere la ritirata dei repubblicani superstiti verso Fougères.
Secondo il rapporto repubblicano, furono uccisi 400 soldati repubblicani, principalmente del 19º reggimento di fanteria che combatteva in prima linea e subì quindi un maggior numero di perdite.